# Mubadala Silicon Valley Classic 2022 - Qualificazioni singolare
Le qualificazioni del singolare femminile del Mubadala Silicon Valley Classic 2022 sono un torneo di tennis preliminare per accedere alla fase finale della manifestazione. Le vincitrici dell'ultimo turno entrano di diritto nel tabellone principale. In caso di ritiro di una o più giocatrici aventi diritto a queste subentrano le lucky loser, ossia le giocatrici che hanno perso nell'ultimo turno ma che hanno una classifica più alta rispetto alle altre partecipanti che avevano comunque perso nel turno finale.

## Teste di serie
1. Jil Teichmann (ultimo turno)
2. Kamilla Rachimova (primo turno)
3. Katie Volynets (primo turno)
4. Alycia Parks (primo turno)

1. Caroline Dolehide (ultimo turno, lucky loser)
2. Asia Muhammad (primo turno)
3. Carol Zhao (primo turno)
4. Fernanda Contreras (primo turno)

## Qualificate
1. Elizabeth Mandlik
2. Taylor Townsend

1. Kayla Day
2. Storm Sanders

## Lucky loser
1. Caroline Dolehide

## Tabellone

### Legenda
| - Q = Qualificato - WC = Wild card - LL = Lucky loser | - ALT = Alternate - SE = Special Exempt - PR = Protected Ranking | - w/o = Walkover - r = Ritirato - d = Squalificato |

### Sezione 1
|  | Primo turno | Primo turno        | Primo turno     | Primo turno | Primo turno |  |  | Secondo turno | Secondo turno     | Secondo turno | Secondo turno | Secondo turno |  |
|  |             |                    |                 |             |             |  |  |               |                   |               |               |               |  |
|  | 1           | Jil Teichmann      | Jil Teichmann   | 6           | 7           |  |  |               |                   |               |               |               |  |
|  |             | Emiliana Arango    | Emiliana Arango | 1           | 5           |  |  | 1             | Jil Teichmann     | 6             | 3             | 0             |  |
|  |             | Elizabeth Mandlik  | 6               | 2           | 6           |  |  |               | Elizabeth Mandlik | 3             | 6             | 6             |  |
|  | 8           | Fernanda Contreras | 3               | 6           | 3           |  |  |               |                   |               |               |               |  |

### Sezione 2
|  | Primo turno | Primo turno       | Primo turno       | Primo turno | Primo turno |  |  | Secondo turno | Secondo turno   | Secondo turno   | Secondo turno | Secondo turno |  |
|  |             |                   |                   |             |             |  |  |               |                 |                 |               |               |  |
|  | 2           | Kamilla Rachimova | Kamilla Rachimova | 2           | 2           |  |  |               |                 |                 |               |               |  |
|  |             | Emina Bektas      | Emina Bektas      | 6           | 6           |  |  |               | Emina Bektas    | Emina Bektas    | 3             | 2             |  |
|  | PR          | Taylor Townsend   | 65                | 6           | 6           |  |  | PR            | Taylor Townsend | Taylor Townsend | 6             | 6             |  |
|  | 6           | Asia Muhammad     | 7                 | 3           | 4           |  |  |               |                 |                 |               |               |  |

### Sezione 3
|  | Primo turno | Primo turno    | Primo turno | Primo turno | Primo turno |  |  | Secondo turno | Secondo turno | Secondo turno | Secondo turno | Secondo turno |  |
|  |             |                |             |             |             |  |  |               |               |               |               |               |  |
|  | 3           | Katie Volynets | 6           | 2           | 2           |  |  |               |               |               |               |               |  |
|  |             | Grace Min      | 1           | 6           | 6           |  |  |               | Grace Min     | 2             | 6             | 4             |  |
|  |             | Kayla Day      | 6           | 3           | 7           |  |  |               | Kayla Day     | 6             | 1             | 6             |  |
|  | 7           | Carol Zhao     | 4           | 6           | 6           |  |  |               |               |               |               |               |  |

### Sezione 4
|  | Primo turno | Primo turno          | Primo turno          | Primo turno | Primo turno |  |  | Secondo turno | Secondo turno     | Secondo turno     | Secondo turno | Secondo turno |  |
|  |             |                      |                      |             |             |  |  |               |                   |                   |               |               |  |
|  | 4           | Alycia Parks         | Alycia Parks         | 2           | 0           |  |  |               |                   |                   |               |               |  |
|  |             | Storm Sanders        | Storm Sanders        | 6           | 6           |  |  |               | Storm Sanders     | Storm Sanders     | 6             | 6             |  |
|  |             | Francesca Di Lorenzo | Francesca Di Lorenzo | 3           | 4           |  |  | 5             | Caroline Dolehide | Caroline Dolehide | 4             | 1             |  |
|  | 5           | Caroline Dolehide    | Caroline Dolehide    | 6           | 6           |  |  |               |                   |                   |               |               |  |